# Contratto di prossimità
Il contratto di prossimità in Italia, è una tipologia di contratti di lavoro che ha, in genere, la funzione di integrare il Contratto collettivo nazionale di lavoro (CCNL) per meglio rispondere ai bisogni della singola impresa, o delle aziende appartenenti a una determinata area territoriale.
Sono stati introdotti dal decreto legge 13 agosto 2011, n. 138, convertito in legge 14 settembre 2011, n. 148 (in vigore dal 17 settembre 2011)

## Disciplina legale
I requisiti di validità sono enunciati dall'art. 8 della norma del 2011; esson si caratterizza per il fatto che la funzione normativa, che la legge abilita a derogare a disposizioni altrimenti inderogabili, svolge un ruolo strumentale rispetto all'obiettivo prestabilito che l'accordo intende perseguire. 

### Soggetti stipulanti e finalità
I contratti collettivi di lavoro sottoscritti a livello decentrato (territoriale o aziendale) da associazioni dei lavoratori comparativamente più rappresentative sul piano nazionale o territoriale, ovvero dalle loro rappresentanze sindacali operanti in azienda ai sensi della normativa di legge e degli accordi interconfederali vigenti, compreso l'accordo interconfederale del 28 giugno 2011, possono realizzare specifiche intese con efficacia nei confronti di tutti i lavoratori interessati, a condizione che esse siano sottoscritte sulla base di un criterio maggioritario (relativo alle predette rappresentanze sindacali) e che siano finalizzate alla maggiore occupazione, alla qualità dei contratti di lavoro, all'adozione di forme di partecipazione dei lavoratori, alla emersione del lavoro irregolare, agli incrementi di competitività e di salario, alla gestione delle crisi d'impresa e occupazionali, agli investimenti e all'avvio di nuove attività.

### Materie oggetto delle specifiche intese
Le specifiche intese di cui al comma 1 possono riguardare la regolazione delle materie inerenti l'organizzazione del lavoro e della produzione con riferimento:
- agli impianti audiovisivi e alla introduzione di nuove tecnologie;
- alle mansioni del lavoratore, alla classificazione e inquadramento del personale;
- ai contratti a termine, ai contratti a orario ridotto, modulato o flessibile, al regime della solidarietà negli appalti e ai casi di ricorso alla somministrazione di lavoro;
- alla disciplina dell'orario di lavoro;
- alle modalità di assunzione e disciplina del rapporto di lavoro, comprese le collaborazioni coordinate e continuative a progetto e le partite IVA, alla trasformazione e conversione dei contratti di lavoro e alle conseguenze del recesso dal rapporto di lavoro, fatta eccezione per il licenziamento discriminatorio, il licenziamento della lavoratrice in concomitanza del matrimonio, il licenziamento della lavoratrice dall'inizio del periodo di gravidanza fino al termine dei periodi di interdizione al lavoro, nonché fino ad un anno di età del bambino, il licenziamento causato dalla domanda o dalla fruizione del congedo parentale e per la malattia del bambino da parte della lavoratrice o del lavoratore ed il licenziamento in caso di adozione o affidamento.

La tassatività dell'elencazione è stata confermata con sentenza della Corte costituzionale. Tuttavia le materie sono così ampie che tutto può esservi incluso, permettendo al contratto di prossimità di intervenire con grande libertà.

### Deroga a norme legali e pattizie
Il comma 2-bis dell'art. 8, prevede che le specifiche intese di cui al comma 1 (i contratti di prossimità) possano operare anche in deroga alle disposizioni di legge che disciplinano le materie elencate al comma 2. Inoltre, sempre sulle stesse materie, possono agire in deroga alle regolamentazioni contenute nei contratti collettivi nazionali di lavoro (CCNL).
Rimane comunque fermo l'obbligo di rispetto della Costituzione, nonché i vincoli derivanti dalle normative comunitarie e dalle convenzioni internazionali sul lavoro.

### Efficacia
Le disposizioni contenute in contratti collettivi aziendali vigenti, approvati e sottoscritti prima dell'accordo interconfederale del 28 giugno 2011 tra le parti sociali, sono efficaci nei confronti di tutto il personale delle unità produttive cui il contratto stesso si riferisce a condizione che sia stato approvato con votazione a maggioranza dei lavoratori.

### Commento
È da notare come le materie disciplinabili dal contratto di prossimità, indicate nel comma 2 dell'articolo 8, siano state riconosciute come tassative dalla Corte costituzionale. Tuttavia le materie sono così ampie che tutto può esservi incluso, permettendo al contratto di prossimità di intervenire con grande libertà. Sono fatti salvi comunque il rispetto della Costituzione, delle normative comunitarie e delle convenzioni internazionali sul lavoro.
Si tratta, quindi, di un tipo di contratto collettivo funzionale al perseguimento di un fine, per la cui realizzazione viene attribuita al contratto di prossimità la capacità di derogare, con effetti erga omnes, ai CCNL e alla legge in una ampia serie di materie. Questo incide inevitabilmente sull'assetto delle fonti del diritto. Il contratto di prossimità può derogare ai CCNL senza il bisogno di una espressa delega (a derogare, appunto) da parte del CCNL stesso. Lo stesso meccanismo vale per la legge, derogabile in sede di singola azienda. La rilevanza è data dal fatto che la deroga possa avvenire anche in pejus.  
Molte perplessità infine sorgono sul rispetto dell'art. 39 Cost., che prevede l'efficacia erga omnes della contrattazione collettiva solo per i contratti collettivi stipulati da organizzazioni sindacali con determinati requisiti, la cui attuazione è rimandata alla legge, la quale però non è mai stata introdotta nell'ordinamento. Quindi la legge (l. n. 148/2011) attribuisce al contratto collettivo di prossimità l'efficacia erga omnes, ma questa si potrebbe avere solo in forza di una legge di attuazione della seconda parte dell'art 39 Cost.

## Condizioni per la validità
Abilitati alla contrattazione sono le associazioni sindacali dei lavoratori comparativamente più rappresentative sul piano nazionale o territoriale, oppure  le rappresentanze sindacali di queste associazioni operanti in azienda, sottoscritte con criterio maggioritario. 
Non a caso, l'art. 8 L. 148/2011 richiama espressamente l'interconfederale 28 giugno 2011, sia per quanto attiene agli accordi locali in pejus in esso contenuti, sia perché essendo un protocollo di intesa tra le parti indicava che le parti si davano l'impegno obbligatorio su un percorso dove sarebbero andate a stabilire un metodo di misurazione tra gli stipulanti, realizzato successivamente con l'interconfederale 10 gennaio 2014:
- A livello aziendale, devono partecipare alla sottoscrizione uno o più sindacati che rappresentino la maggioranza dei lavoratori dell'azienda, questo valore è una percentuale relativa e non assoluta perché la sua base di computo non è il 100% dei lavoratori, ma la sua base di computo è solo nei lavoratori iscritti ai sindacati, nel senso per cui se il 30% di tutti i lavoratori dell'Azienda è iscritto ai sindacati, dove oggi si tratta di percentuale media su scala nazionale che, salvo rare eccezioni, si rispecchia omogenea anche a livello locale a seguito della continua ablazione di diritti e salario tramite la contrattazione collettiva, fenomeno descritto perfino nella sentenza Corte costituzionale 231/13, allora secondo tale metodo il 15%+1 dei lavoratori rappresenta la maggioranza dei lavoratori sul 100% dei lavoratori dell'azienda.
- A livello territoriale, perché il contratto abbia efficacia nella singola azienda devono partecipare alla sottoscrizione uno o più sindacati che rappresentino la maggioranza dei lavoratori, tale maggioranza è sempre calcolata con il criterio di computo su esposto, tale meccanismo di legittimazione viene definito democrazia sindacale dagli stipulanti gli interconfederali. La durata del contratto di prossimità è normalmente di 3 anni o la diversa durata indicata in sede di stipulazione dai sindacati e dall'azienda.
- La delega di rappresentanza legale, col solo limite dei diritti quesiti e/o soggettivi che sono inattaccabili dalla contrattazione collettiva, viene data dai lavoratori tramite la sottoscrizione dell'iscrizione sindacale; come ben sanno giuslavoristi, magistrati del lavoro e avvocati, con accordi in melius nessun lavoratore si lamenta aderendo senza problemi a tale contrattazione, ma con accordi in pejus se i lavoratori potessero esercitare una riduzione di delega di rappresentanza legale su coloro che l'hanno avuta, la eserciterebbero, pertanto diventa pura accademia ipotizzare situazioni di lavoratori non iscritti a sindacati che danno ai sindacati una delega al pejus sui propri diritti e salario.

### Regime di pubblicità degli accordi
La norma nasce senza previsione alcuna di deposito o pubblicità degli accordi di prossimità, entrando in clandestinità di applicazione. In seguito, però, l’art. 9, comma 4, del D.L. 28 giugno 2013 n. 76, modificando l’attuale comma 2-bis dell’art. 8, L. 148/2011, vi aggiunge la seguente previsione: “subordinatamente al loro deposito presso la Direzione territoriale del lavoro competente per territorio”. Tuttavia, tale modifica non regge la fase di conversione in L. 99 del 9 agosto 2013. Così l’obbligo di deposito resta in vigore solo nel periodo transitorio compreso tra l’entrata in vigore del D.L. 28 giugno 2013 n. 76 e la sua conversione in legge 99 del 9 agosto 2013, obbligando al deposito le parti sottoscrittrici di intese solo in quel determinato intervallo di tempo. Si ha, quindi, una situazione in cui la L. 148/2011 non prevede alcun obbligo di deposito, mentre l'art. 14 del D.Lgs 151/2015 (denominato "Deposito Contratti collettivi aziendali e territoriali") prevede che “I benefici contributivi o fiscali e le altre agevolazioni connesse con la stipula di contratti collettivi aziendali o territoriali sono riconosciuti a condizione che tali contratti siano depositati in via telematica presso la Direzione territoriale del lavoro competente, che li mette a disposizione, con le medesime modalità, delle altre amministrazioni ed enti pubblici interessati”. Tale combinato disposto tra le fonti porta i maggiori giuristi del lavoro a sostenere che la clandestinità dei contratti di prossimità sia cessata nel 2015, pena la perdita sia dei benefici derogatori alle leggi imperative, sia dell'efficacia erga omnes, che non può più sussistere senza pubblicizzazione dell'accordo, con un profilo di illegittimità che, laddove presente, è contestabile in sede giudiziale del lavoro.

### Inderogabilità dei minimi contrattuali e delle obbligazioni previdenziali ed erariali
L'interpello n. 8 del 12 febbraio 2016 al Ministero del Lavoro ha chiarito che la contrattazione di prossimità non può stabilire livelli retributivi che, quale base imponibile su cui determinare il dovuto contributivo, deroghino ai minimali stabiliti dalla norma contenuta nell'art. 1, comma 1, D.L. n.338/1989 (convertito con L. n.389/1989), come autenticamente interpretata dalla successiva L. n. 549/95. Nel caso in cui lo facciano, l'INPS, agendo d'ufficio o tramite il suo servizio ispettivo, ha il pieno diritto e l'obbligo di rivalersi sulle parti in causa stipulanti: 
- le organizzazioni sindacali rispondono in prima persona con gli stipulanti, non avendo mai adempiuto a quanto previsto all'art. 39 comma 2 della Costituzione, divenendo persona giuridica come Associazione legalmente riconosciuta dal Presidente della Repubblica:
- l'azienda datrice di lavoro, che, oltre al contenzioso previdenziale con l'Inps, giudizialmente opponibile ma a soccombenza certa, si trova l'onere aggiuntivo della perdita dei benefici contributivi (per effetto della  inottemperanza alla previsione dell'art.1, co. 1175, L. n. 296/2006, conseguente alla applicazione della deroga al trattamento retributivo contrattuale e dalla trasgressione dell'obbligo di legge previsto dal già citato art. 1, D.L. 338/1989).

Sono inoltre considerati danni erariali, suscettibili di richiesta di rimborso dall'Agenzia delle entrate, quelli che vanno a intaccare gli obblighi imponibili e fiscali degli appalti..